# آلداروو (شهرستان بورایفسکی، باشقیرستان)
آلداروو (انگلیسی: Aldarovo, Burayevsky District, Republic of Bashkortostan) یک شهرک در شهرستان بورایفسکی باشقیرستان کشور روسیه است.